# David Stupich
David Daniel Stupich (5 décembre 1921-8 février 2006) est un homme politique canadien de la Colombie-Britannique. Il est député fédéral néo-démocrate de la circonscription britanno-colombienne de Nanaimo—Cowichan de 1904 à 1909.
Il est aussi député provincial néo-démocrate de la circonscription britanno-colombienne de Nanaimo and the Islands et de Nanaimo de 1963 à 1969 et à nouveau de 1972 jusqu'à sa démission en 1988.

## Biographie
Né à Nanaimo en Colombie-Britannique, Stupich sert pendant cinq ans dans l'Aviation royale canadienne. Après la guerre, il utilise sa pension de vétéran pour étudie à l'Université de la Colombie-Britannique et en ressortir avec une formation en agriculture. Devenu fermier dans un exploitation de volailles, il étudie ensuite afin de devenir expert-comptable.

### Politique provinciale
Candidat sans succès pour le Parti social démocratique du Canada (Co-operative Commonwealth Federation) (CCF) dans Nanaimo and the Islands en 1949, il est à nouveau défait en 1952.
Élu en 1963 et en 1966, il termine derrière Frank Ney en 1969. Il retrouve son poste en 1972 et le conserve jusqu'en 1988. Durant ce deuxième terme, il introduit à titre de ministre de l'Agriculture le Agricultural Land Reserve bill qui permet de préserver plusieurs milliers d'acres de terres agricoles,. Il occupe brièvement le poste de ministre des Finances d'octobre à décembre 1975.

### Politique fédérale
Stupich siège un mandat à la Chambre des communes du Canada durant la 34e législature.

### Bingogate
Stupich est la figure centrale du scandale nommé Bingogate. Vers la fin des années 1950, il met en place et contrôle la Nanaimo Commonwealth Holding Society (NCHS) qui amasse des fonds au nom du NPD.
Après une plainte déposée à la Gendarmerie royale du Canada par le président de la Nanaimo Commonwealth Bingo Association une enquête est ouverte et révèle que Stupich avait élaboré un système de pots-de-vin permettant au NCHS de recevoir des dons d'œuvres caritatives. En 1999, alors qu'il est âgé de 77 ans, Stupich fait face à 64 accusations dont celle de vol, fraude, contrefaçon et abus de confiance. Il plaide alors coupable de fraude et d'avoir organisé une loterie illégale ayant permis le détournement d'environ 1 million de dollar vers la NCHS,. Stupich est alors condamné à un an de prison qu'il purge sous surveillance électronique au domicile de sa fille à Nanaimo.
L'assignation à domicile de Stupich indigne la population lorsque des photos de la piscine extérieure du manoir sont rendues publiques,,,
,.
Malgré l'absence d'implication dans le scandale, le premier ministre néo-démocrate de l'époque, Mike Harcourt, démissionne par la suite.
Stupich meurt à Nanaimo en février 2006 à l'âge de 84 ans.